# Alp Sigel
Alp Sigel är en bergstopp i Schweiz. Den ligger i kantonen Appenzell Innerrhoden, i den östra delen av landet. Toppen på Alp Sigel är 1 743 meter över havet.
Terrängen runt Alp Sigel är bergig söderut, men norrut är den kuperad. Den högsta punkten i närheten är Hundstein, 2 156 meter över havet, 3,7 km sydväst om Alp Sigel.
I omgivningarna runt Alp Sigel växer i huvudsak blandskog och på topparna gräs.